# Avenida Juan Carlos I (Lorca)
La Avenida Juan Carlos I es una vía urbana ubicada en el centro de la ciudad de Lorca (Región de Murcia, España). Es la principal arteria de la ciudad, donde se pueden encontrar desde los pequeños comercios hasta las franquicias de las grandes marcas, como Mango, Calzedonia, Adolfo Domínguez, Stradivarius, Springfield... así como grandes sucursales bancarias nacionales e internacionales.
Es una vía de gran longitud, que conecta el Monumento al procesionista del Óvalo de Santa Paula con la Avenida de Santa Clara, junto al cauce del Río Guadalentín.
Diferentes eventos toman todos los años como escenario esta avenida, como el carnaval, el desfile de las fiestas de San Clemente, patrón de Lorca, y la Semana Santa. Los Desfiles Bíblicos Pasionales de la Semana Santa comenzaron a usar este recorrido en el año 1956 en detrimento de la calle Corredera.
No destaca por la presencia de monumentos o de lugares de interés (al concentrarse los mismos en la zona del Conjunto histórico artístico de Lorca) a excepción del Palacio Huerto Ruano, villa urbana declarada Bien de Interés Cultural.